# Kurixalus
Kurixalus is een geslacht van kikkers uit de familie schuimnestboomkikkers (Rhacophoridae). De groep werd voor het eerst wetenschappelijk beschreven door Chang-yuan Ye, Liang Fei en Alain Dubois in 1999.
Er zijn veertien soorten, inclusief twee soorten die pas in 2016 voor het eerst wetenschappelijk zijn beschreven. Alle soorten komen voor in delen van Azië en leven in de landen China, Japan, Myanmar, Taiwan, Thailand en Vietnam.

## Taxonomie
Geslacht Kurixalus
- Soort Kurixalus ananjevae
- Soort Kurixalus appendiculatus
- Soort Kurixalus baliogaster
- Soort Kurixalus banaensis
- Soort Kurixalus berylliniris
- Soort Kurixalus bisacculus
- Soort Kurixalus eiffingeri
- Soort Kurixalus idiootocus
- Soort Kurixalus motokawai
- Soort Kurixalus naso
- Soort Kurixalus odontotarsus
- Soort Kurixalus verrucosus
- Soort Kurixalus viridescens
- Soort Kurixalus wangi

Beddomixalus · 
Chiromantis · 
Feihyla · 
Ghatixalus · 
Gracixalus · 
Kurixalus · 
Liuixalus · 
Mercurana · 
Nasutixalus · 
Nyctixalus · 
Philautus · 
Polypedates · 
Pseudophilautus · 
Raorchestes · 
Rhacophorus · 
Taruga · 
Theloderma